# Războiul Bizantino–Maghiar (1127–1129)
Un război bizantino-maghiar a avut loc între forțele bizantine și ungare pe Dunăre între 1127 și 1129. Sursele primare bizantine, Cinnamus și Choniates, oferă puține detalii despre această campanie; nu sunt specificate date și ceea ce spun ei diferă considerabil.  

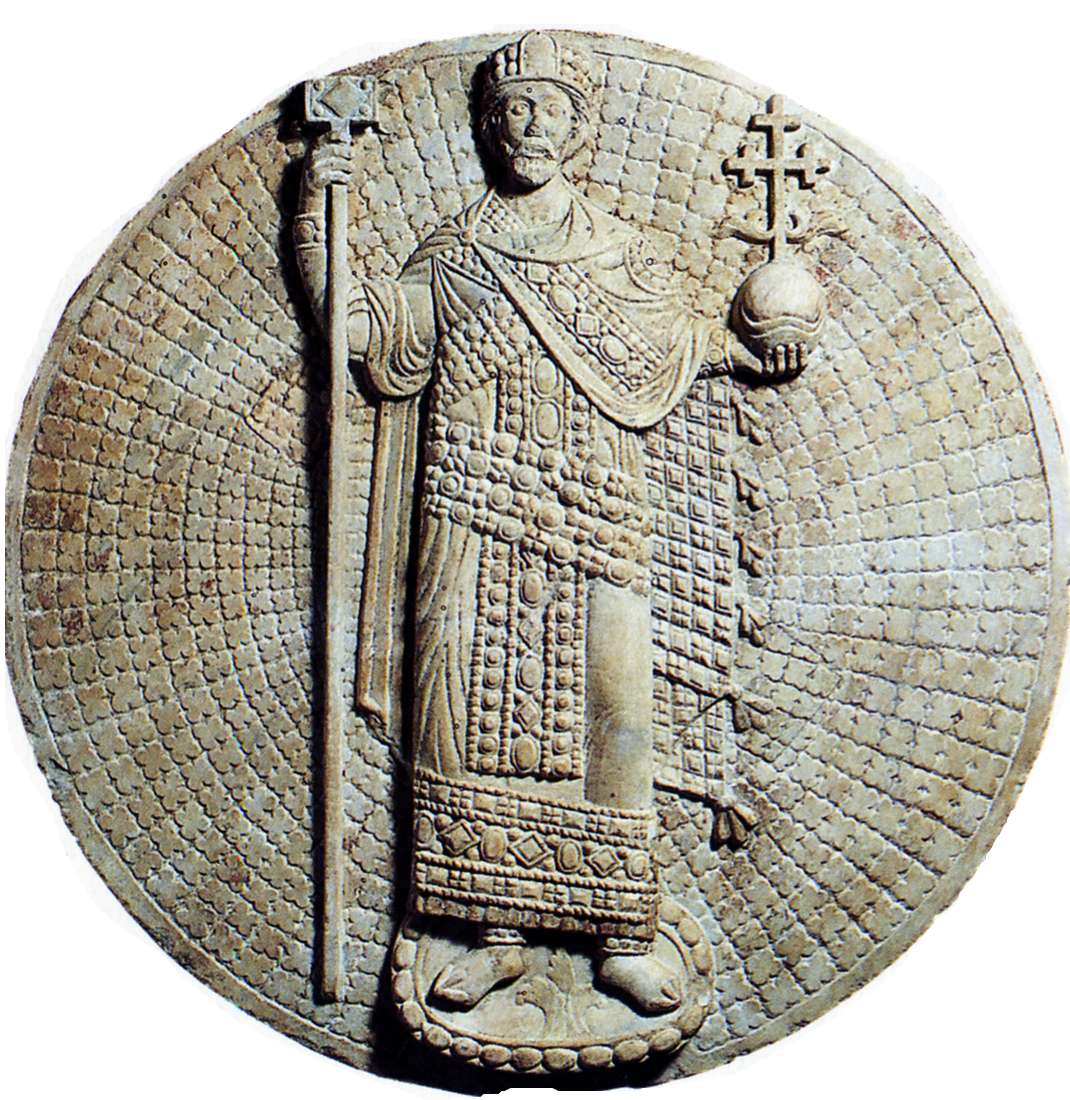
împăratul Ioan al II-lea Comnenul

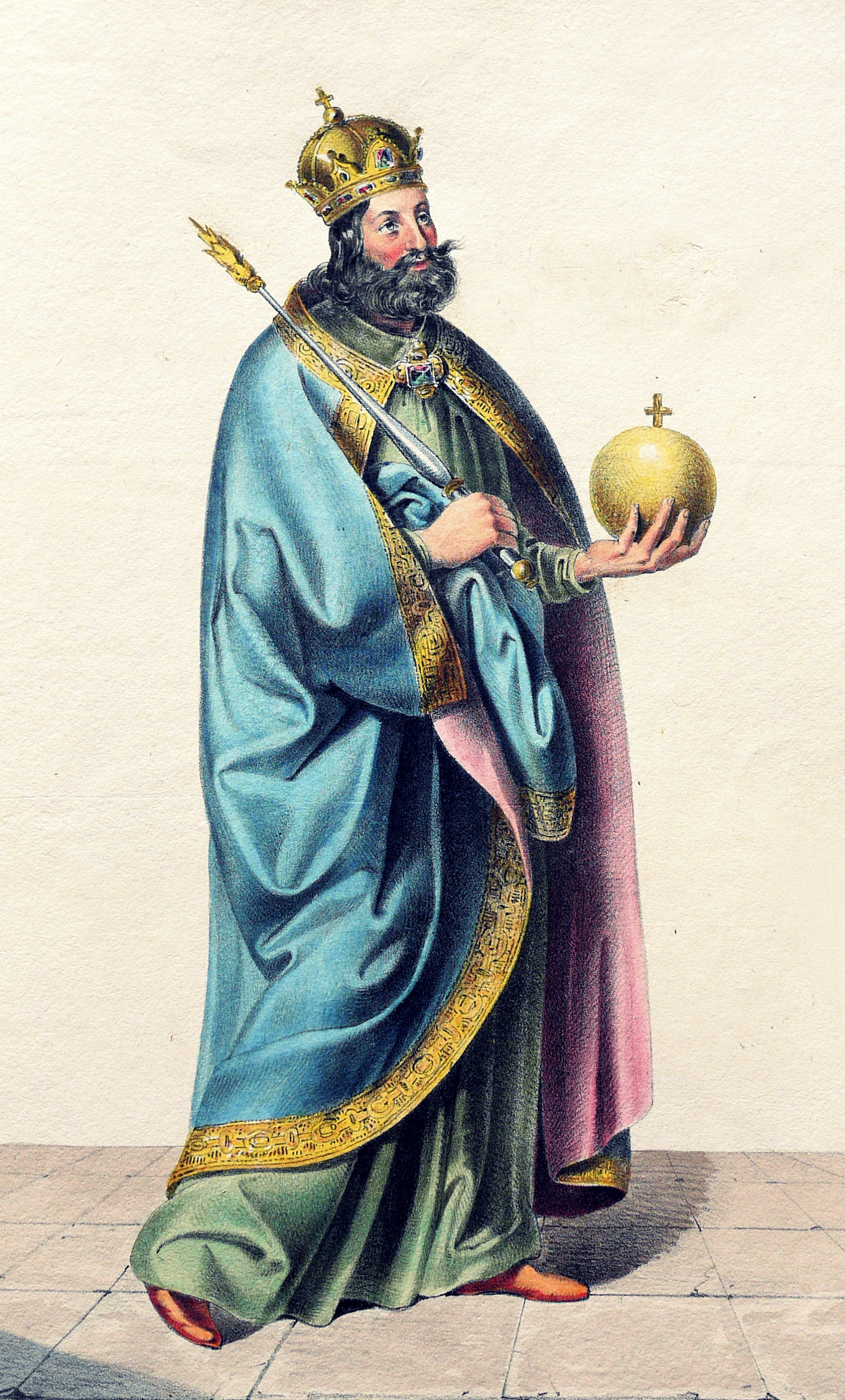
Ștefan al II-lea al Ungariei

Cronologia prezentată aici, 1127–1129, o urmărește pe cea a lui Michael Angold și a altor savanți, dar John Fine consideră că evenimentele care au loc mai devreme în 1125–1126. 
Potrivit cronicarului bizantin Niketas Choniates, cetățenii orașului bizantin Braničevo „au atacat și au jefuit ungurii veniți în Imperiul Bizantin pentru a face comerț, săvârșind cele mai grave crime împotriva lor”. O altă cauză ar fi conspirația eșuată împotriva regelui Ștefan al II-lea a prințului Álmos urmată de fuga lui Álmos la rudele sale din Imperiul Bizantin din 1126.
Ștefan al II-lea al Ungariei, ca represalii, a intrat cu trupele sale în Imperiul Bizantin în timpul verii. Trupele sale au jefuit orașele Belgrad, Braničevo și Niš și au jefuit regiunile din jurul Serdicăi (Sofia, Bulgaria) și Filipopolis (Plovdiv, Bulgaria), înainte de a se întoarce în Ungaria.
Ca răspuns, împăratul Ioan al II-lea Comnenul a trimis trupele bizantine împotriva Ungariei în 1128, unde a învins armata regală maghiară în  Bătălia de la Haram și a cucerit Frangochorion (Fruška Gora), cea mai bogată regiune a Ungariei (acum în Serbia).
În urma victoriei sale asupra maghiarilor, Ioan al II-lea a lansat o incursiune punitivă împotriva sârbilor. Periculos pentru bizantini, sârbii s-au aliat Ungariei. Mulți prizonieri sârbi au fost luați și aceștia au fost duși la Nicomedia în Asia Mică pentru a servi drept coloniști militari. Acest lucru s-a făcut parțial pentru a-i supune pe sârbi (Serbia a fost, cel puțin nominal, un protectorat bizantin) și, în parte, pentru consolidarea frontierei bizantine din est împotriva turcilor. Sârbii au fost nevoiți să recunoască încă o dată suzeranitatea bizantină.
În Ungaria, înfrângerea de la Haram a subminat autoritatea lui Ștefan al II-lea care s-a confruntat cu o revoltă gravă când doi conți, unul numit „Bors” (probabil Boris Kalamanos) și „Ivan”, au fost declarați regi. Ambii au fost în cele din urmă învinși, Ivan fiind decapitat și Bors fugind în Bizanț. Ștefan nu a putut participa la niciuna dintre lupte pentru că era bolnav și s-a recuperat în patria sa, potrivit lui Ioan Kinnamos.
Ioan Kinnamos a scris despre o a doua campanie a lui Ștefan împotriva Imperiului Bizantin, când trupele maghiare, susținute de întăriri boeme sub comanda ducelui Václav de Olomouc, au ocupat Braničevo și i-au distrus fortăreața. Maghiarii au continuat ostilitățile, probabil pentru ca regele Ștefan să-și poată reafirma autoritatea, atacând cetatea de frontieră bizantină de la Braničevo, care a fost imediat reconstruită de Ioan al II-lea.  
Au urmat mai multe succese militare bizantine - Choniates menționează mai multe bătălii- care au dus la restabilirea păcii. Cinnamus descrie represalii militare bizantine care au avut loc înainte de instituirea păcii, ceea ce sugerează că această campania nu a fost în totalitate unilaterală. Însă documentele maghiare sunt de acord cu Choniates în a indica faptul că regele Ștefan a fost din nou învins și, în consecință, a fost obligat să negocieze o pace în termeni bizantini.
Istoricul Ferenc Makk consideră că împăratul Ioan al II-lea Comnenul a fost forțat să se retragă și să ceară pace, iar tratatul a fost semnat în octombrie 1129.
Bizantinii au preluat iar controlul lor asupra orașelor Braničevo, Belgrad și Zemun și au recuperat și regiunea Sirmia (numită Frangochorion de Choniates), regiune care se afla în mâinile maghiarilor încă din anii 1060. Principalul pretendent maghiar la coroană, prințul Álmos, unchiul regelui Ștefan al II-lea, a murit în 1129 în Imperiul Bizantin, îndepărtând principala sursă de tensiuni. Resturile pământești ale lui Almos au fost repatriate în 1137 de regele Béla al II-lea al Ungariei, fiul său orbit.